# Saint-John Perse
Saint-John Perse (vlastním jménem Alexis Saint-Léger Léger) (* 31. května 1887 – 20. září 1975) byl francouzský diplomat a básník, nositel Nobelovy ceny za literaturu za rok 1960 za "sugestivní obraznost" ve svých dílech.

## Život
Narodil se v bohaté rodině, která vlastnila ostrov nedaleko Guadeloupu, kde vyrůstal až do jedenácti let. Vystudoval práva na univerzitě v Bordeaux. Roku 1911 vydal první sbírku básní, značně ovlivněných symbolismem, od něhož se později odklonil. 
V roce 1914 vstoupil do diplomatických služeb. Působil na francouzském velvyslanectví v Pekingu, jeden čas byl i konzulem v Šanghaji. Čínskou kulturou je silně ovlivněna jeho druhá sbírka Anabase (1924). Později pracoval na ministerstvu zahraničí. Největší kariéru zde udělal pod vedením Aristida Brianda. Roku 1933 byl jmenován generálním tajemníkem ministerstva. Na ministerstvu se snažil oponovat politice appeasementu, byť neúspěšně.
V roce 1940 emigroval přes Británii a Kanadu do Spojených států. Vichistický režim ve Francii zabavil jeho majetek. Se zkušeností exulanta se vyrovnával především ve sbírce Exile (1942). V letech 1941 až 1945 byl literárním poradcem Knihovny Kongresu. Po válce se rozhodl ve Spojených státech zůstat, nikdy ale nepřestal psát francouzsky. Do Francie se vrátil v roce 1957.

Odmítal označení "spisovatel" s odůvodněním, že se nechce stát otrokem řemesla. Na otázku, proč píše, odpovídal: "pro lepší život".

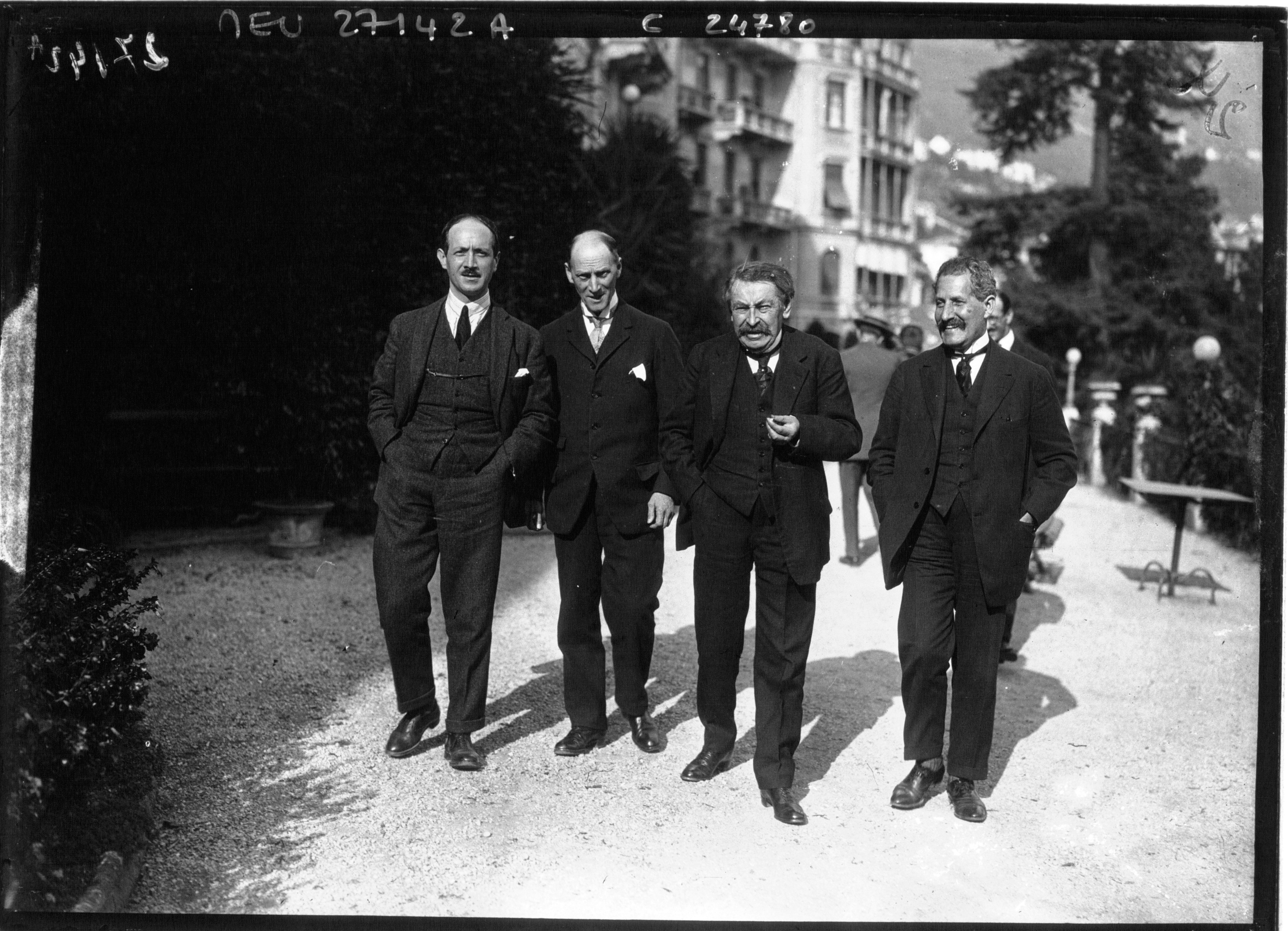
Locarnské dohody (1925). Zleva doprava: Saint-John Perse, Henri Fromageot, Aristide Briand, Philippe Berthelot.

## Dílo
- Éloges (1911)
- Anabase (1924)
- Exil (1942)
- Pluies et Poème à l'étrangère (1943)
- Neiges (1944)
- Vents (1946)
- Amers (1957)
- Chronique (1960)
- Poésie (1961)
- Oiseaux (1963)
- Chant pour un équinoxe (1971)
- Œuvres complètes (1972)